# Die Erziehung Jupiters durch die Nymphe Adraste

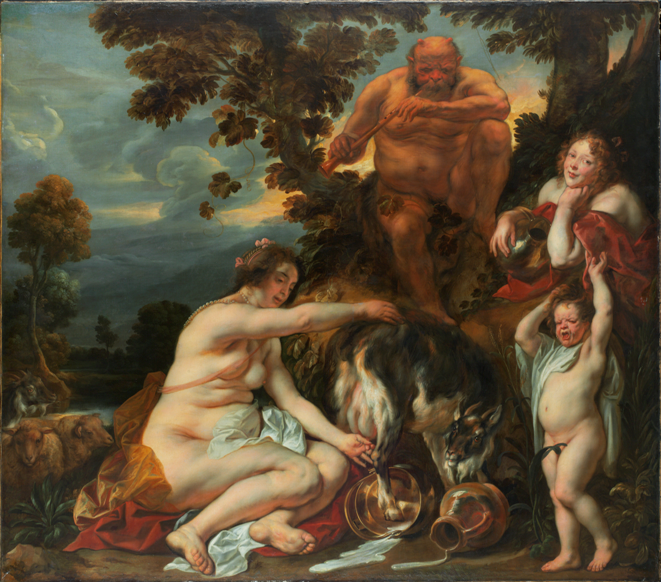
Die Erziehung Jupiters durch die Nymphe Adraste

Die Erziehung Jupiters durch die Nymphe Adraste, auch Die Kindheit des Jupiter ist ein barockes Gemälde des flämischen Malers Jacob Jordaens. Das Gemälde gehört zum Bestand der Sammlung der Gemäldegalerie Alte Meister in Kassel.

## Bildbeschreibung
Die Erziehung des Jupiter durch die jungfräuliche Bergnymphe Adraste ist eines der Hauptwerke des flämischen barocken Malers Jacob Jordaens. Das 219 × 247 cm große Gemälde wurde um 1640 geschaffen. Die Töchter des Melisseus Adraste und Ide werden von Rhea verpflichtet, den jungen Jupiter in der Diktäischen Höhle auf Kreta aufzuziehen. Der Jupiterknabe weint vor der Höhle, weil die Ziege Amalthea, mit deren Milch er großgezogen wird, das Milchgefäß umgetreten hat und mit ihren Hinterläufen hineintritt. Die mythologische Szene Jordaens’ setzt die antike Sage in glaubhaftes Leben um. Links ist die nackte Adraste neben einer Schafherde zu sehen. Sie wendet sich der Ziege Amalthea zu, die sich gegen das Melken wehrt. Pan spielt an einem Baum sitzend Flöte, um das Geschrei des Jungen zu übertönen, neben ihm Ide mit einem weiteren Milchgefäß in der Hand. Ganz rechts der wütende junge Jupiter, der das Missgeschick beweint.
Das Gemälde Jordaens’ ist stark auf Tonwerte ohne auffallend kontrastierende Farbigkeit abgestellt.